# Opiekunka: Dalszy ciąg bajki
Opiekunka: Dalszy ciąg bajki (ang. Au Pair II) – amerykańsko-francuska komedia romantyczna z 2001 roku w reżyserii Marka Griffithsa. Zdjęcia kręcono w Pradze.
Sequel filmu Opiekunka (1999). Obraz doczekał się kontynuacji pt. Opiekunka: Przygoda w raju (2009).
Jenny Morgan i Olivier Caldwell pracują nad połączeniem ich firmy z przedsiębiorstwem Karla Hausena. Podczas gdy obie ze stron dopracowują szczegóły, dzieci Hausena – Cassandra i Michael – postanawiają nie dopuścić do fuzji.
Film był emitowany w Polsce za pośrednictwem telewizji Jetix i Jetix Play. Premiera filmu odbyła się 17 grudnia 2006 w Kinie Jetix.

## Obsada
- Gregory Harrison – Oliver Caldwell
- Heidi Lenhart – Jennifer 'Jenny' Morgan
- Jake Dinwiddie – Alex Caldwell
- Katie Volding – Katie Caldwell
- Rachel York – Cassandra Hausen
- Robin Dunne – Michael Hausen
- June Lockhart – Babcia Nell Grayson
- James Lancaster – Seamus
- Cliff Bemis – Sam Morgan
- Celine Massuger – Brigitte Chabeaux
- Rory Knox Johnston – Karl Hausen
- Jan Preucil – Grimaldi
- Daniel Brown – Reporter I
- David O'Kelly – Reporter II
- Jan Kuzelka – Szef

## Wersja polska
Opracowanie: na zlecenie Jetix – IZ-Text

Dźwięk i montaż: Iwo Dowsilas

Udźwiękowienie: Grzegorz Grocholski

Tekst polski: Anna Hajduk

W polskiej wersji wystąpili:
- Anita Sajnóg – Jennifer Morgan
- Ireneusz Załóg – Oliver Caldwell
- Grażyna Bułka – Nell Grayson
- Maria Suprun – Cassandra Hausen
- Piotr Polak –
  - Michael Hausen,
  - łódkarz,
  - udzielający ślubu
- Izabella Malik – Kate Caldwell
- Jakub Malik – Alex Caldwell
- Jerzy Gościński – Sam Morgan
- Artur Święs –
  - Seamus,
  - reporter #1,
  - paparazzo Grimaldi,
  - kucharz Henri,
  - konduktor
- Grażyna Czajkowska – Brigitte Chabeaux

oraz:
- Mirosław Kotowicz – reporter #2

i inni
Lektor: Mirosław Kotowicz